# Suhîi Potik, Skole
Suhîi Potik (în ucraineană Сухий Потік) este un sat în comuna Rosohaci din raionul Skole, regiunea Liov, Ucraina.

## Demografie
Componența lingvistică a localității Suhîi Potik
     Ucraineană (98,97%)
     Rusă (1,03%)
Conform recensământului din 2001, majoritatea populației localității Suhîi Potik era vorbitoare de ucraineană (98,97%), existând în minoritate și vorbitori de rusă (1,03%).